# Efrom (Bíblia)
Efrom (em hebraico: אפרון) é um nome que aparece no Tanakh, ou Antigo Testamento, e pode se referir a um personagem bíblico ou a uma localidade.

## Personagem
Efrom, o heteu, a qual vendeu a Abraão o campo e a caverna de Macpela (Gênesis 23:8; 25:9; 49:30). A transação foi realizada na verdadeira maneira oriental (na presença dos moradores do local), com uma cortesia excessiva, porém com uma quantia de 400 siclos de prata ao final da "negociação" (comparar com 33:19; I Reis 16:24).

## Localidade
Foi uma das cidades tomadas pelo rei Abias, rei de Judá, de Jeroboão (2 Crônicas 13:19). Alguns estudiosos também a relacionam como idêntica a Ofra (em Josué 18:23) e talvez com Efraim (2 Samuel 13:23), ambos localizados nas cidades elevadas de eT Taiyibeh.
Efrom também pode ser a cidade ao leste do Jordão, entre Carnion (Asterote Carnaim) e Citópolis (Beisam):
"Então, Judas reuniu todos os israelitas que estavam no país. .... Agora, quando eles vieram a Efrom (esta era uma cidade grande na maneira como eles deveriam ir, muito bem fortificada) eles não poderiam desviar-se dele, quer por à direita ou à esquerda, mas deve necessariamente passar pelo meio dele "(1 Macc 5:45,46 a King James Version; viii Ant, XII, 5; também 2 Macc 12:27)."
Buhl e Schumacher sugerem  Kacr Wady el Ghafr, uma torre em ruínas que comanda completamente o profundo Wady el Ghafr, porém as ruínas parecem ser escassas.
A fronteira de Judá também é descrita em Josué 15:9: "...e sai até às cidades do monte de Efrom". Nesta caso, sua posição depende da posição de Neftorá e de Quiriate-Jearim.